# Баллингарри (Лимерик)
Баллингарри (англ. Ballingarry; ирл. Baile an Gharraí, «город садов») — деревня в Ирландии, находится в графстве Лимерик (провинция Манстер) у трассы R518.

## Демография
Население — 441 человек (по переписи 2006 года). В 2002 году население составляло 348 человек.
Данные переписи 2006 года:
| Общие демографические показатели |               |                               |                               |      |      |
| Всё население                    | Всё население | Изменения населения 2002—2006 | Изменения населения 2002—2006 | 2006 | 2006 |
| 2002                             | 2006          | чел.                          | %                             | муж. | жен. |
| 348                              | 441           | 93                            | 26,7                          | 215  | 226  |